# بخش انگوران
بخش انگوران یکی از بخش‌های شهرستان ماه‌نشان در استان زنجان ایران است.

بخشدار: امیرحسین ولی بیگلو

## تقسیمات کشوری
- بخش انگوران
  - دهستان انگوران
  - دهستان قلعه

شهر: دندی

## جمعیت
بنابر سرشماری مرکز آمار ایران، جمعیت بخش انگوران شهرستان ماه‌نشان در سال ۱۳۸۵ برابر با ۱۸۴۸۱ نفر بوده است.